# Olga Beliaeva
Olga Evgenyevna Beliaeva (em russo:  Ольга Евгеньевна Беляева; Volgodonsk, 18 de março de 1985) é uma jogadora de polo aquático russa.

## Carreira
Beliaeva disputou duas edições de Jogos Olímpicos pela Rússia: 2008 e 2012. Seu melhor resultado foi a sexta colocação nos Jogos de Londres, em 2012.